# Юкон (територія)
Ю́кон (англ. Yukon, МФА: [ˈjuːkɒn], фр. Yukon, МФА(фр.): [ju.kɔ̃]) — найменша з трьох територій і однойменне озеро на крайньому північному заході Канади. Адміністраційний центр території — місто Вайтгорс.
Територію названо на честь річки Юкон, яка мовою корінного населення гвічин означає «велика річка». Першопрохідці-золотошукачі річкою Юкон на території сучасного Вайтгорсу побачили повноводну річку, в якої хвилі були настільки великими, що нагадували стадо білих коней. Таким чином, закріпилася назва міста як Вайтгорс (англ. Whitehorse — «білий кінь»). Природа Юкону вирізняється дикою недоторканістю й тишею, а також великою кількістю диких тварин і птахів, річок та озер.

## Історія
Центральна та північна частина Юкону уникла заледеніння, коли територія була частиною Берингії, і тому її заселено племенами індіанців задовго до прибуття європейців. Залишки стоянок первісної людини були знайдені біля селища Олд-Кроу (англ. Old Crow — «стара ворона»): вони виявилися найстаршими слідами первісних людей в Америці. Близько 800 року н. е. в результаті виверження вулкану Mount Churchill на кордоні з Аляскою південний Юкон виявився повністю засипано шаром попелу, який все ще можна побачити вздовж Клондайкської автомагістралі (англ. Klondike Highway).
До 1870 року територію Юкону контролювала Компанія Гудзонової затоки.
У племен індіанців раніше існували розвинені торгові маршрути, а європейська колонізація цього району почалась тільки на початку XIX століття з розвитком на Юконі хутряної торгівлі та з початком діяльності місіонерів-єзуїтів і експедиції кампанії будівництва лінії російсько-американського телеграфу. Наприкінці XIX століття в край почали приїжджати золотошукачі, що й призвело до зростання чисельності населення і початку роботи сил Королівської північно-західній кінної поліції, що зробило у 1897 році Клондайкську золоту лихоманку наймирнішою за всю історію золотодобування. Збільшення через золоту лихоманку населення призвело до відділення округу Юкон від Північно-Західних територій і утворення окремої території Юкон у 1898 році.

## Населення
Згідно з Канадським переписом 2001 року найбільша етнічна група Юкону — англійці (27,1 %), слідом за ними йдуть представники корінних народів (індіанці й ескімоси, так звані в Канаді «перші нації») (22,3 %), шотландці (21,9 %), ірландці (19,1 %), німці (14,3 %) і французи (13,4 %), хоча більше чверті опитаних також визначили свою етнічну приналежність як «канадці».

## Мова
Населення за даними Канадського перепису 2006 року — 30 372 осіб.
Згідно з 29940 окремими відповідями на питання перепису про «рідну мову» найчастіше називали такі мови:
| 1.  | Англійська    | 25,655 | 85,69 % |
| 2.  | Французька    | 1,105  | 3,69 %  |
| 3.  | Німецька      | 775    | 2,59 %  |
| 4.  | Китайська     | 260    | 0,87 %  |
| 5.  | Тагальська    | 145    | 0,48 %  |
| 6.  | Нідерландська | 140    | 0,47 %  |
| 7.  | Іспанська     | 130    | 0,43 %  |
| 8.  | В'єтнамська   | 105    | 0,35 %  |
| 9.  | Угорська      | 80     | 0,27 %  |
| 10. | Панджабська   | 80     | 0,27 %  |
| 11. | Гвічін        | 75     | 0,25 %  |
| 12. | Тлінгітська   | 70     | 0,23 %  |

## Економіка
Найважливішою статтею економіки Юкону з XIX століття була гірничодобувна промисловість. Тут є поклади таких корисних копалин, як свинець, цинк, срібло, золото, мідь і азбест. Початком свого розвитку територія Юкону зобов'язана «золотій лихоманці».